# Grjótagjá
Grjótagjá je malá lávová jeskyně nedaleko jezera Mývatn s termálním pramenem.
Na počátku 18. století byla jeskyně používána ke koupání psancem Jónem Markśsonem, který zde žil. Do sedmdesátých let 20. století byla oblast okolo jeskyně velmi populárním místem pro koupání.[zdroj?] Během erupcí mezi lety 1975 a 1984 však vzrostla teplota vody v jeskyni na více než 50 °C. Ačkoliv teplota pomalu klesá, stále dosahuje asi 50 stupňů.[zdroj?] Nedaleká lávová jeskyně Stóragjá je také používána ke koupání.